# MBC 1 (Maurice)
Cet article concerne une chaîne de télévision de l'Île Maurice. Pour la chaîne de télévision panarabe, voir MBC 1.
MBC 1 est une chaîne de télévision de la Mauritius Broadcasting Corporation, C'est la plus populaire et la plus regardée[réf. nécessaire] sur l'Île Maurice. Elle est aussi la plus ancienne de l'île, lancée le 8 juin 1964. Une partie de ses émissions sert à alimenter la grille de MBC Sat, la chaîne satellitaire du groupe public mauricien.

## Les programmes diffusés
- Anou Bouze
- TV Mag
- Bollywood Top 10
- Le Journal
- Samachar
- Mangeons Veg
- Crazy TV
- Priorité Santé
- Beat Box
- Éclats de Vie
- The Power
- Gulmohar ki Chaon Mein
- Viens Découvrir
- Dossier de la Rédaction
- Rangsaaz
- Talk Back
- Bhojpuri Top 5
- Live n Direk
- Fami Pa Kontan
- Anou Riyer